# دار حاجب (مبين)

تعديل مصدري - تعديل

دار حاجب هي إحدى قرى عزلة بني عكاب بمديرية مبين التابعة لمحافظة حجة، بلغ تعداد سكانها 469 نسمة حسب تعداد اليمن لعام 2004.